# Norra skäret (Vårdö, Åland)
Norra skäret är en ö i Åland (Finland). Det ligger i Skärgårdshavet och i kommunen Vårdö i landskapet Åland, i den sydvästra delen av landet. Ön ligger omkring 38 kilometer nordöst om Mariehamn och omkring 250 kilometer väster om Helsingfors.
Öns area är 6,1 hektar och dess största längd är 440 meter i sydväst-nordöstlig riktning. Ön höjer sig omkring 5 meter över havsytan.